# Буковский, Сергей Анатольевич
Сергей Анатольевич Буковский (укр. Сергій Анатолійович Буковський; род. 18 июля 1960, Октябрьский, Башкирская АССР, РСФСР, СССР) — советский и украинский режиссёр неигрового кино, педагог, член Правления Союза кинематографистов Украины, Заслуженный деятель искусств Украины (1996), Народный артист Украины (2008), лауреат Национальной премии имени Тараса Шевченко (2004). Также награждён орденом За заслуги III степени (2021). Лауреат премии Василия Стуса (2023).

## Биография
- Образование: 1977—1982 годы — Киевский Государственный Институт театрального искусства имени Карпенко-Карого
- 1982—1995 годах — Украинская студия хроникально-документальных фильмов, кинорежиссёр.
- 1995—1998 годы — Представительство Интерньюз-Украина, руководитель Департамента документальных проектов.
- 1998—2003 годы — мастер курса «Режиссёр документального кино», кафедра кино Государственного Института театрального искусства имени Карпенко-Карого.
- 1999, 2004−2005 годы — Телекомпания ММЦ-СТБ.

## Работы и награды
За время работы снял более 30 документальных кино- и телефильмов:
- «Завтра праздник» 1987 год, 35 мм, ч/б
  - Гран-При кинофестиваля «Молодость», Киев, 1987
  - Дни «Независимого кино», Аугсбург, Германия, 1990
  - Диплом МКФ в Кракове, Польша 1997
  - Фестиваль «Гласность», США
- «А ночка темная была…» 1988 год, 35 мм, ч/б, Диплом МКФ в Бильбао, Испания, 1988 год
- «Сон» 1989 год, 35 мм, цветной, Диплом Всесоюзного киофестиваля документального кино в Ленинграде, 1990
- «Крыша» 1989 год, 35 мм, цветной
- Гран-При «Золотой голубь» МКФ в Лейпциге, Германия, 1990
- Дни независимого кино, Аугсбург, Германия, 1992
- «Знак тире» 1992 35 мм, цветной
  - Гран-При МКФ «Artsalon», Потсдам, Германия, 1992
  - Гран-При МКФ «Mediawave» в Дьоре, Венгрия, 1993
  - Приз «Памяти ушедших мастеров», Екатеринбург, Россия, 1992
  - Специальный Диплом критики, МКФ Санкт-Петербург, Россия 1993
  - Диплом жюри МКФ, Нион, Швейцария, 1992
  - Диплом жюри МКФ, Амстердам, Голландия, 1992
  - INPUT — Международный симпозиум Общественного телевидения, Нант, Франция, 1998
- «Дислокация» 1992 35 мм, цветной
  - Гран-При фестиваля Киев-Клермон-Ферран, Киев, 1993 год
  - Диплом жюри МКФ, Краков, Польша, 1992 год
- «Пейзаж. Портрет. Натюрморт» 1993 35 мм, цветной
  - Приз критики МКФ «Mediawave» в Дьоре, Венгрия 1994 год
- «На Берлин!» 35 мм, ч/б, 1995 год
  - Специальный Приз жюри МКФ в Лейпциге, Германия, 1995
  - INPUT — Международный симпозиум Общественного телевидения, Гвадалахара, Мексика, 1997
- «Десять лет отчуждения», BETACAM SP, 1996 год
  - Гран-При Международного фестиваля телепрограмм «Бархатный сезон», 1996 год
- «Мост», BETACAM SP, 1999 год
  - Гран-При МКФ «Экофильм» в Щецине, Польша, 2000 год
- «Вилен Калюта. Реальный свет», 52 минуты, ВЕТАСАМ SP, 2001 год
- «Красная земля», 30 минут, цветной, 16 мм, 2001 год.
- «Война. Украинский счет», сериал, (9 серий по 26 минут), ВЕТАСАМ SP, 2001—2002
  - Национальная премия Украины имени Т. Шевченко
  - Национальная премия в области телевидения «Телетриумф»
- «Дело Плевицкой», (сериал «Больше, чем любовь») 40 минут, ВЕТАСАМ SP, канал «Культура», Россия, 2003 год
- «Беседы с мудрецами. Борис Патон», 39 минут, ВЕТАСАМ SP, канал «Культура», Россия, 2005 год
- «Назови своё имя по буквам»[5], 90 минут, 35 мм, 2006, США. Продюсеры Стивен Спилберг и Виктор Пинчук[6].
- «Все должны умереть», 110 минут, HD, игровой, Стар Медиа по заказу РТР, 2007 год. Эфир РТР 24 ноября 2007 год.
- «Живые»[7][8],75, HD, документальный, Украина, 2008 год;
  - Фестиваль по правам человека, Стокгольм, апрель 2009 год[9];
  - Планета Док, Варшава, май, 2009 год;
  - Официальная программа «Тенденции», Нион, май 2009 год;
  - Специальный приз Жюри «Серебряный абрикос», Фестиваль «Золотой абрикос», Ереван, июль, 2009 год;
  - Специальный приз Жюри Международного кинофестиваля артхаузного кино в Батуми, сентябрь, 2009 год;
  - Grand Prix de Geneve, Международный форум «Medias NORD-SUD», Женева, 2009 год;
  - Официальная программа кинофестиваля «1001», Стамбул, декабрь, 2009 год;
  - Официальная программа кинофестиваля «Camerimage», Лодзь, Польша, ноябрь 2009 год;
  - Margaret Maid Festival. Нью-Йорк, ноябрь, 2009 год;
  - Официальная программа кинофестиваля в Триесте, январь, 2010 год;
  - Фестиваль по правам человека в Бухаресте, март, 2010 год;
- «Украина. Точка отсчёта», документальный, Украина, 2011 год;
- «Океан Ельзи. Backstage», документальный, Украина, 2015 год

Член Жюри международных кинофестивалей в Лейпциге, Лиссабоне, Дьере (Венгрия), С-Петербурге, Екатеринбурге, Киеве (Молодость, Контакт), Одессе (ОМКФ-6).
- 2008 — «Живые» — документальный фильм о голоде 1932—1933 годов и попытках британского журналиста Гарета Джонса рассказать о нём на Западе[10].